# Туркменнебит
Туркменнефть (туркм. Türkmennebit döwlet konserni) — туркменская национальная нефтяная компания. Полное наименование — Акционерное общество «Государственный концерн „Туркменнефть“». Штаб-квартира — в Ашхабаде.
100% акций компании находятся в управлении правительства Туркмении.

## История
Образован Указом Президента Туркменистана «О совершенствовании управления нефтегазовым комплексом и рациональном использовании минерально-сырьевых ресурсов» от 1 июля 1996 года на базе концерна «Балканнефтегазпром» (город Небитдаг).

## Задачи
Основными задачами деятельности Государственного концерна «Туркменнефть» являются:
- Реализация концепции развития нефтегазовой промышленности Туркменистана по добыче нефти и газового конденсата;
- Разработка нефтяных месторождений на всей территории Туркменистана;
- Создание экономических и социальных условий для эффективного развития добычи нефти и газового конденсата;
- Обеспечение прироста запасов углеводородного сырья, а также наиболее полного и рационального использования нефтяных ресурсов и бентонита с учетом их ограниченности, невозобновляемости, уникальности и ценности;
- Обеспечение сбалансирования и оптимизации всех пропорций в развитии нефтедобывающего комплекса, получение наибольшего экономического эффекта в разработке и внедрении новой техники и технологии;
- Разработка долгосрочных прогнозов и перспектив развития нефтедобывающей и горнорудной промышленности, служащих основой для выработки государственной политики в области нефти и твердых полезных ископаемых;
- Организация и осуществление работ по обеспечению экспорта нефти, газа и бентонита, импорту необходимого оборудования, материалов, товаров народного потребления, продуктов питания, маркетинговая и внешнеэкономическая деятельность;
- Концентрация материально-технических, трудовых и финансовых ресурсов для решения производственных и социально-экономических вопросов по успешному развитию нефтяной отрасли за счет полного использования потенциала каждого предприятия;
- Разработка и реализация инвестиционной политики и социальных программ.

Председатель Государственного концерна «Туркменнефть» назначается Президентом Туркменистана и несет перед ним персональную ответственность за выполнение заданий в рамках Концепции развития нефтегазовой промышленности Туркменистана.

## Структура и подведомственные предприятия
В ведении Государственного концерна «Туркменнефть» находятся (по состоянию на 12 февраля 2001 года):
- Трест «Бурнефтегаз»;
- Трест «Нефтеспецмонтажстрой»;
- Трест по капитальному ремонту скважин «Nebitgazdüýpliabatlaýyş» (на базе Специализированное управление по капитальному ремонту и обслуживанию скважин);
- Управление «Балканнефтегеофизика»;
- Институт «БалканНИПИнефть»;
- Балканское управление материально-технических ресурсов и комплектации;
- Нефтегазодобывающее управление «Челекеннефть»;
- Специализированное управление по ремонту оборудования, наладке средств энергетики и автоматизации;
- Нефтегазодобывающее управление «Небитдагнефть»;
- Нефтегазодобывающее управление «Готурдепенефть»;
- Нефтегазодобывающее управление «Гумдагнефть»;
- Нефтегазодобывающее управление «Гамышлджанефть»;
- Корпеджинское газопромысловое управление;
- Управление водоснабжения;
- Ремонтно-механический завод;
- Огланлинский бентонитовый рудник;
- Управление магистральными нефтепроводами;
- Управление сбора и транзита газа;
- Небитдагское управление технологическорго транспорта;
- Готурдепинское управление технологическорго транспорта;
- Барсагельмезское управление технологическорго транспорта;
- Куйджикское управление технологическорго транспорта;
- Причальное управление технологическорго транспорта;
- Объединенный отряд ведомственной военизированной охраны;
- Центр нормирования, вычислительных работ и технической пропаганды;
- Управление объектами социальной сферы;
- Управление связи;
- Подсобное хозяйство;
- Профессиональный лицей;
- Дом отдыха им. Гурбансолтан-эдже (г. Арчабиль);
- Гостиничный комплекс в местечке Аваза.

## Деятельность
«Туркменнефть» занимается добычей, транспортировкой и переработкой нефти. Основные добывающие подразделении — «Небитдагнефть», «Готурдепенефть», «Камышлыджанефть», «Хазарнефть» и «Кеймир».